# Julij Basijan
Gaius Julius Bassianus ali Bas (Bassus), znan tudi kot Julij Basijan († ok. 217), je bil sirski visoki duhovnik kulta aramejskega boga sonca Elagabalusa in član ugledne kraljeve družine Emesa (današnji Homs), ki je postal tast bodočega rimskega cesarja Septimija Severja.
Okoli leta 187 je bodoči cesar Lucij Septimij Sever obiskal Emeso, potem ko mu je horoskop napovedal, da bo tam našel ženo. Basijan ga je nato predstavil svojima dvema hčerkama Juliji Maesi in Juliji Domni. Ker je bila Julija Maesa že poročena s sirskim plemičem Julijem Avitusom, mu je Basijan dal roko Julije Domne.
Julija Domna je Septimiju rodila dva sinova – Karakalo in Geto – ki sta prav tako postala cesarja, prav tako kot tudi Basijanova pravnuka Elagabal in Aleksander Sever (preko njegovih vnukinj od hčerke Julije Maese, Julije Soaemias in Julije Avite Mamaeje).